# Anixiopsis biplanata
Anixiopsis biplanata är en svampart som beskrevs av E. Guého & De Vroey 1986. Anixiopsis biplanata ingår i släktet Anixiopsis och familjen Onygenaceae.   Inga underarter finns listade i Catalogue of Life.